# نهائي كأس ألمانيا 2007
نهائي كأس ألمانيا 2007 هي المباراة النهائية من منافسة كأس ألمانيا 2006–07، أقيمت المباراة في 26 مايو 2007، في الملعب الأولمبي، بين فريقي نادي شتوتغارت، ونادي نورنبرغ، وفاز فيها نادي نورنبرغ، بعد أن هزم نادي شتوتغارت، بنتيجة 2 - 3، وكان حكم المباراة مايكل وينر (حكم كرة قدم)، وحضر المباراة 74400 شخصاً"1. FC Nürnberg: Spielbericht". مؤرشف من الأصل في 2019-05-11..

## تفاصيل المباراة
لعبت المباراة النهائية في 26 مايو 2007.
| نادي شتوتغارت                        | 2 -3 | نادي نورنبرغ                                                                  |
| ------------------------------------ | ---- | ----------------------------------------------------------------------------- |
| كاكاو 20 ' · بافل باردو 80 ' (ركلة.) |      | ماريك مينتال 27 ' · ماركو إنغلهارت 47 ' · يان كريستيانسن (لاعب كرة قدم) 109 ' |